# 콕스 비지니스 센터
콕스 비지니스 센터(영어: Cox Business Center)는 미국 오클라호마주 털사에 위치한 컨벤션 센터이다. 과거 ECHL 털사 오일러스와 D-리그 털사 식스티식서스의 홈경기장으로 사용했다.